# 譜線
譜線是在均勻且連續的光譜上明亮或黑暗的線條，起因於光子在一個狹窄的頻率範圍內比附近的其他頻率超過或缺乏。
譜線通常是量子系統（通常是原子，但有時會是分子或原子核）和單一光子交互作用產生的。當光子的能量確實與系統內能階上的一個變化符合時（在原子的情況，通常是電子改變軌道），光子被吸收。然後，它將再自發地發射，可能是與原來相同的頻率或是階段式的，但光子發射的總能量將會與當初吸收的能量相同，而新光子的方向不會與原來的光子方向有任何關聯。
根據氣體、光源和觀測者三者的幾何關係，看見的光譜將會是吸收譜線或發射譜線。如果氣體位於光源和觀測者之間，在這個頻率上光的強度將會減弱，而再發射出來的光子絕大多數會與原來光子的方向不同，因此觀測者看見的將是吸收譜線。如果觀測者看著氣體，但是不在光源的方向上，這時觀測者將只會在狹窄的頻率上看見再發射出來的光子，因此看見的是發射譜線。
吸收譜線和發射譜線與原子有特定的關係，因此可以很容易的分辨出光線穿越過介質（通常都是氣體）的化學成分。有一些元素，像是氦、鉈、鈰等等，都是透過譜線發現的。光譜線也取決於氣體的物理狀態，因此它們被廣泛的用在恆星和其他天體的化學成分和物理狀態的辨識，而且不可能使用其他的方法完成這種工作。
同核異能位移是由於吸收光子的原子核與發射的原子核有不同的電子密度。
除了原子-光子的交互作用外，其他的機制也可以產生譜線。根據確實的物理交互作用（分子、單獨的粒子等等）所產生的光子在頻率上有廣泛的分佈，並且可以跨越從無線電波到伽馬射線，所有能觀測的電磁波頻譜。

## 譜線致寬和移動
每條光譜線都傾向延伸在一段頻率範圍內，而不是單一的頻率（即它有一個非零的頻寬），另外他的中心也許也從中心波長轉移至有名無實的波長中心。有一些原因可以導致頻率致寬和位移，這些原因可以區分為兩種主要的致寬類型－由於本身的情況和由於外在的情況。屬於本身情況致寬的，可以歸結於散發元素所在的區域內，通常小到足以確保局部熱力平衡。外在情況的致寬，來自於光子穿越到達觀測者的路徑上所造成的光譜輻射分佈變化的結果。它可能是彼此相距很遠的距離，和某些數量的輻射，綜合在一起造成的結果。

### 由本身作用的致寬
- 自然致寬：能量-時間不确定性原理使激發狀態的生命期和經確的能量有所關聯，所以一種原子在同一受激狀態下，在不同的原子之間會有輕微的能量差異。這種致寬效應可以用洛伦兹函数來敘述，並且不會造成譜線的位移。由於不确定性原理，自然致寬可以實驗性的做些修改，但只能在有限範圍內以人為的予以抑制或提高衰減率。

- 熱的都卜勒致寬：在氣體內散發輻射的原子有速度的分佈，每個原子相對於觀測者都有相對的運動速度，由於都卜勒效應，輻射的光子都會紅移或藍移，氣體的溫度越高速度的分佈範圍也越廣。因為譜線是所有發射的輻射的組合，因此溫度越高的氣體，散發出來的譜線也越寬廣。這種致寬的效應可由都卜勒外觀來描述，也不會造成譜線的位移。

- 壓力致寬：出現在附近的微粒將影響單獨一個微粒發射的輻射，這種情況的發生有兩個限制：

- 碰撞壓力致寬：其他微粒與發射輻射中的微粒碰撞會中斷發射的過程，碰撞的過程遠比發射過程的期間為短。這個作用與氣體的溫度和密度有關，致寬的效應可以用洛伦兹函数來敘述，並且可能造成譜線的位移。
- 準靜態壓力致寬：其他微粒的出現會移轉發射輻射為力的能階，進而改變發射輻射的頻率，影響的時間遠比發射輻射的時間要長。這個作用與氣體的密度有關，但對溫度的反應卻很遲鈍。線性的外形取決於擾動力的形式和擾動微粒的距離，也許會對譜線中心造成移動。雷維偏阿爾法-穩定分佈被發現能有效的描述一條準靜態線的外觀。（Peach, 1981 § 4.5）。

壓力致寬也許可以歸類於來自於自然的擾動力。
- 線性斯塔克致寬發生於發射源在電場中的交互作用引起的線性斯塔克效應，造成的能量遷移與電場強度成正比。（{\displaystyle \Delta E\sim 1/r^{2}}）
- 共振致寬發生於擾動微粒與發射輻射的微粒相同時，使得能量轉換過程的引進成為可能的。這種致寬的效應與碰撞和準靜態一樣，可以用羅倫茲函數來敘述。（{\displaystyle \Delta E\sim 1/r^{3}}）
- 二次斯塔克致寬發生於發射源在電場中的交互作用引起的二次斯塔克效應，造成的能量遷移與電場強度的二次方成正比。（{\displaystyle \Delta E\sim 1/r^{4}}）
- 范德瓦尔斯致寬發生於發射的微粒受到凡得瓦力的攝動。在準靜態下，使用范德瓦尔斯輪廓經常可以有效的描述其外觀。能量的偏移是由翼的距離函數，例如連納-瓊司位勢。（{\displaystyle \Delta E\sim 1/r^{6}}）

### 由非本身作用的致寬
有些致寬的條件不在本身，而是在太空中廣大的區域內，並不是單純的發射輻射微粒所在地的條件。
- 不透明致寬：電磁波輻射在太空中傳遞的路徑上，可能有一些特殊點會被吸收，這些吸收與頻率有關。譜線的致寬是因為光子在中心線的兩翼比在中心容易被再吸收。實際上，在中心線的吸收遠大於兩翼因此造成自反變使中心的強度變得比兩翼微弱。

- 旋轉致寬：從一個遙遠的轉動天體，例如恆星，發射的輻射會因為在恆星兩測的速度方向相反而引發都卜勒效應。轉動的越快，譜線致寬越大。

### 結合的效應
這些機制中的任何一種都可能單獨或相互結合呈現。假設每個作用相對於其他都是獨立的，組合的譜線外觀將是每個機制的線性結合，例如，熱都卜勒效應致寬和碰撞壓力致寬將產生佛克特線廓。

## 註解
1. ↑  For example, in the following article, decay was suppressed via a microwave cavity, thus reducing the natural broadening: Gabrielse, Gerald; H. Dehmelt. . Physical Review Letters. 1985, 55: 67–70.